# جویندگان طلا در سال ۱۹۳۵
جویندگان طلا در سال ۱۹۳۵ (انگلیسی: Gold Diggers of 1935) فیلمی آمریکایی در سبک موزیکال به کارگردانی بازبی برکلی است که در سال ۱۹۳۵ منتشر شد.

## بازیگران
- دیک پاول
- آدولف منژو
- گلوریا استوارت
- آلیس بردی
- گلندا فارل
- فرانک مک‌هیو